# Брюлль, Нехемия
Нехемия Брюлль (1843—1891) — австрийский и немецкий раввин.

## Биография
Родился в 1843 году в Ней-Раусснице (Моравия). Талмудическое образование получил под руководством своего отца, Якова Брюлля, a затем в венском бет-гамидраше, во главе которого стояли тогда Α. Γ. Вейсс, М. Фридман и А. Еллинек.
В венском университете слушал лекции по истории и по классическим и восточным языкам. Там он превратился в ярого последователя гейгеровской школы.
Сначала занял пост раввина в Бизенце, реформированной общине в Моравии, a в 1870 г. получил место раввина благодаря рекомендации того А. Гейгера во Франкфурте-на-Майне. Этот почётный, хотя и связанный с неприятностями пост он занимал до самой смерти.
Под влиянием консервативного движения, вызванного раввином Гиршем, многие даже неортодоксы перешли в лагерь консерваторов. На уступки Брюлль был способен так же мало, как Гирш. Будучи крайним приверженцем реформы, Брюлль решительно противился всяким попыткам к примирению. Не обладая даром слова и оттго не имея влияния на массы в желательном ему направлении, он после долгих бесплодных усилий достигнуть своей цели всецело посвятил себя еврейской науке. Занимался почти всеми отраслями еврейской науки: писал исследования по библейской экзегезе, грамматике, истории, литературе, апокрифам, филологии, ο еврейско-немецком жаргоне (идиш) и т. д.
Умер 5 февраля 1891 г. во Франкфурте-на-Майне.

## Труды
Результаты своей научной деятельности Нехемия Брюлль опубликовал в 10 томах ежегодника («Jahrbücher»; Франкфурт-на-М., 1874—90). Почти все научные статьи и критические заметки в этом журнале вышли из-под его пера. Некоторые из них были выпущены отдельными изданиями. Важнейшие из них:
по Библии
- Beiträge zur Erklärung des Buches Hosea" (Jahrb., V—VI, 1—62),
- «Historische Basis des Buches Ruth» (V—VI, 63—70);
- «Das apocryphische Susannabuch» (III, 1—69);
- «Die epistolischen Арokryphen und die apokryphischen Zusätze zum Buche Daniel».[2]

По Талмуду
- «Die talmudischen Tractate über Trauer um Verstorbene» (I, 1—57);
- «Fremdsprachliche Wörter in den Talmuden und Midraschim» (I, 123—210);
- «Die Entstehungsgeschichte des babylonischen Talmuds als Schriftwerkes» (II, 1—123);
- «Verschollene Baraitas und Midraschim» (II, 124—133);
- «Entstehung und ursprünglicher Inhalt des Tractates Abot» (VII, 1—17);
- «Eingeschaltete Partien im babylonischen Talmud» (VIII, 59—60).[2]

Пo истории
- «Adiabene» (I, 58—86);
- «Das Geschlecht der Treves» (I, 87—122);
- «Die Polemik für und gegen Maimuni im dreizehnten Jahrhundert» (IV, 1—33);
- «Zur Gesch. der jüdisch-ethischen Literatur des Mittelalters» (V—VI, 71—93);
- «Sprüchwörter in der nachtalmudischen Literatur d. Judenthums» (VII, 18—30).[2]

Поместил в «Jahrbücher» (ежегодник) 183 рецензии на разные новые книги, рассматривая более или менее подробно и сам предмет рецензируемого труда.
В 1890 году приступил к изданию «Central-Anzeiger für jüdische Literatur», являющегося продолжением «Hebräische Bibliographie» Штейншнейдера; но он успел издать лишь первый том (Франкфурт-на-М., 1891).
Так же не успел издать второе, дополненное издание «Gottesdienstliche Vorträge» Цунца, и найденные после его смерти заметки к этому труду были лишь отчасти включены во второе издание «Gottesdienstliche Vorträge» (Берл., 1892).
Был одним из немногих немецких учёных, писавших по-еврейски; он сотрудничал также в периодических органах «Bet ha-Midrasch», «Bet Talmud», «Ha-Karmel» и «Ozar ha-Sifrut». Следует отметить статьи «Toledot Schabbetai Zebi» (Вильна, 1879) и «Ner la-Maor», биографию Аарона Вормса в «Ozar ha-Sifrut» (I, 20—31).
Также издал сборники: проповедей (1869) и приветствий (1878).
Его сочинения «Grabreden» (Франкфурт-на-М., 1895) и «Trauungsreden» (там же, 1891) были изданы после его смерти.